# Djevojka koja se igrala vatrom
Djevojka koja se igrala vatrom (šve. Flickan som lekte med elden) je kriminalistički roman švedskog pisca i novinara Stiega Larssona. To je drugi roman iz trilogije Millennium, izdan 2006. godine, dvije godine nakon autorove smrti.

## Radnja
Nakon događaja opisanih u prvom romanu, Lisbeth Salander napušta Švedsku. Na početku romana nalazi se na Karibima, u Grenadi, gdje provodi dane proučavajući Fermatov posljednji teorem i družeći se sa šesnaestogodišnjim Georgeom Blandom. U sobi do njene nalazi se američki par iz Teksasa, dr. Forbes i supruga Geraldine, a Lisbeth može iz svoje sobe čuti da je Forbes nasilan prema njoj. Uz pomoć svojih prijatelja iz hakerskog svijeta, istražuje Forbesa i saznaje da je njegova supruga nasljednica bogatstva od nekih 40 milijuna dolara. Otok pogađa tropska oluja, a Lisbeth u zadnji čas dovodi Blanda do hotela. Oluja se pojačava, a ona ugleda Forbesa kako na plaži pokušava ubiti Geraldine. Lisbeth ga napada i spašava suprugu, a njega ostavlja na plaži.
Na početku drugog dijela, Lisbeth se vraća u Stockholm. Budući da ima gotovo tri milijarde kruna (oko 2,5 milijarde kuna) koje je ukrala s tajnog računa pokojnog industrijalca Wennerströma, kupuje luksuzni stan. Ključeve svog starog stana daje prijateljici i povremenoj ljubavnici Miriam Wu. Istovremeno, Nils Bjurman sanja o osveti nakon poniženja koje je doživio od Lisbeth. Napušta posao i provodi dane proučavajući svu moguću dokumentaciju o njoj. Nailazi na događaj koji ona naziva "Sve ono zlo", ali i na osobu koja mu može biti saveznik.
 U Millenniumu pripremaju novu priču. Mladi novinar Dag Svensson i njegova djevojka Mia Johanssen proučavaju trgovanje ljudima u Švedskoj i zlostavljanja maloljetnih djevojaka. Mia istražuje temu za svoj doktorat, a Dag piše reportažu koju će objaviti u Millenniumu.  Tijekom istrage se neprestano pojavljuje ime Zala. Nitko ne zna tko je on, ali je umiješan u sve slučajeve trgovanja ljudima na koje su Dag i Mia naišli. Lisbeth, koja redovito provjerava Blomkvistovo računalo, nemalo se iznenadi kada naiđe na to ime u jednom dokumentu te odlučuje posjetiti Daga i Miu.
Te iste večeri Mikael Blomkvist nalazi mladi par ubijen hicima u glavu. Uredništvo Millenniuma odlučuje odgoditi izdavanje priče. Žele provjeriti sve Dagove izvore i možda pronaći motiv za ubojstva. Policija pokreće službenu istragu, na čelu s tužiteljem Richardom Ekströmom i inspektorom Janom Bublanskijem. Na pištolju kojim je par ubijen pronašli su Lisbethine otiske prstiju i ona postaje glavna osumnjičenica u slučaju. Osim toga, odvjetnik Bjurman je pronađen mrtav, ubijen svojim pištoljem, istim onim kojim su ubijeni Dag i Mia. Dragan Armanskij, želeći pomoći Lisbeth, šalje svoja dva istražitelja da pomognu policijskoj istrazi.
Skrivena u svom stanu, Lisbeth prati sve događaje i čita o detaljima iz svog života u svim novinama u Švedskoj te primjećuje da u pričama nedostaju tri godine. Blomkvist zamoli Paola Roberta, boksačkog prvaka i Lisbethinog bivšeg trenera, da pronađe Miriam Wu, koja je nestala. Istovremeno počinje detaljnije istraživati Zalu, jer Lisbeth (s kojom je cijelo vrijeme u kontaktu) tvrdi da je on glavna veza između ubojstava i trgovine ljudima. Paola Roberta potraga za Miriam Wu odvodi do njenog otmičara, plavokosog diva. Sukobljava se s njim te on i Miriam uspijevaju pobjeći. Lisbeth odlučuje provaliti u Bjurmanovu kolibu u kojoj je prije smrti sakrio sve dokumente o njoj. Čitajući ih, shvaća da postoji veza između Bjurmana, švedske sigurnosne službe (Säpo) i Zale, čije je pravo ime Alexander Zalachenko i koji je pravi razlog što se "Sve ono zlo" dogodilo. U trenutku kada napušta kolibu, napadaju je dva člana Svavelsjö motokluba, koji su po naređenju plavokosog diva, Ronalda Niedermanna, došli podmetnuti požar, ali ih Lisbeth uspijeva savladati. Sada kada zna tko je Niedermann i koja je njegova veza sa Zalachenkom, odlučuje ih pronaći i ubiti.
U međuvremenu, Blomkvist pronalazi DVD na kojem je snimka Bjurmanovog silovanja Lisbeth. Uz pomoć Holgera Palmgrena, uspijeva posložiti cijelu priču: Zalachenko je bivši sovjetski špijun i kriminalac, pod zaštitom Säpo-a. Kada je prebjegao u Švedsku, počeo je živjeti s Agnetom Salander. Imali su blizanke, Lisbeth i Camillu. Zalachenko, brutalni nasilnik, redovito zlostavlja njihovu majku. Sve kulminira kada se dogodi "Sve ono zlo": dvanaestogodišnja Lisbeth se, nakon još jednog premlaćivanja majke, odlučuje osvetiti tako što polijeva oca benzinom i baca šibicu na njega, dok se nalazi u automobilu. Vlasti je, umjesto da poslušaju njezinu verziju događaja, odlučuju zatvoriti i proglasiti ludom, te je šalju u psihijatrijsku kliniku u kojoj je provela tri godine. 
Lisbeth shvaća da vlasti nikada neće priznati postojanje Zalachenka niti njegove zločine. Između ostalog, naredio je ubojstva Daga Svenssona i Mie Johanssen kao i Nilsa Bjurmana. Blomkvist pronalazi Niedermannovu adresu u Göteborgu te, svjestan da je Lisbeth sada zauzela "terminatorski stav", odlučuje otići tamo i pokušati je zaštititi. Ona je u međuvremenu već stigla do farme blizu Göteborga, gdje žive Zalachenko i Niedermann. Ne uspijeva se približiti farmi neopaženo, već je zarobljavaju. Kada pokuša pobjeći, Zalachenko je upuca tri puta, te je Niedermann (za kojeg se ispostavilo da joj je polubrat) zakopava u netom iskopani grob. Lisbeth se nekako uspijeva iskopati i ponovo pokušava ubiti oca, ovoga puta sa sjekirom. Roman završava kada je Blomkvist pronalazi, jedva živu i zove Hitnu pomoć.

## Likovi
- Mikael Blomkvist – novinar i suvlasnik časopisa Millennium
- Lisbeth Salander – hakerica, optužena za trostruko ubojstvo
- George Bland – šesnaestogodišnjak, Lisbethin ljubavnik u Grenadi
- Richard Forbes – američki pastor
- Geraldine Forbes – supruga Richarda Forbesa koji je zlostavlja
- Dag Svensson – novinar koji radi na reportaži o trgovanju ljudima
- Mia Johansson – Dagova djevojka, radi na doktoratu o trgovanju ljudima, posebno maloljetnica iz bivšeg Sovjetskog Saveza
- Nils Bjurman – Lisbethin odvjetnik i skrbnik nakon Palmgrena
- Alexander "Zala" Zalachenko, poznat i kao Karl Axel Bodin – bivši sovjetski špijun, kriminalac
- Ronald Niedermann (plavokosi div) – Zalachenkov pomoćnik
- Gunnar Björk – radi u Säpo-u, Blomkvistov glavni izvor
- Miriam "Mimmi" Wu – studentica, kickbokserica, povremena Lisbethina ljubavnica
- Paolo Roberto – bivši boksački prvak i Lisbethin trener
- Carl-Magnus Lundin – predsjednik Svavelsjö motokluba, diler, radi za Zalachenka
- Erika Berger – glavna urednica i suvlasnica Millenniuma, Blomkvistova dugogodišnja ljubavnica
- Dragan Armanskij – izvršni direktor Milton Securityja
- Jan "Bubble" Bublanski – policijski inspektor, vodi istragu trostrukog ubojstva
- Sonja Modig – detektivka u Bublanskijevom timu
- Richard Ekström – državni tužitelj
- Holger Palmgren – Lisbethin odvjetnik i skrbnik
- Harriet Vanger – članica upravnog vijeća Millenniuma
- Malin Eriksson – tajnica redakcije Millenniuma
- Christer Malm – grafički urednik i suvlasnik Millenniuma
- Henry Cortez – novinar koji povremeno radi za Millenium
- Lotta Karim – novinarka koja povremeno radi za Millenium
- Monika Nillson – novinarka koja radi za Millenium
- Annika Giannini – sestra Mikaela Blomkvista, državna odvjetnica koja se specijalizirala za slučajeve nasilja nad ženama.

## Adaptacije
Po romanu je u Švedskoj 2009. snimljen film Djevojka koja se igrala vatrom (Flickan som lekte med elden) kojeg je režirao Daniel Alfredson, a glavne uloge tumače Noomi Rapace i Michael Nyqvist.

## Zanimljivosti
Paolo Roberto je stvarna osoba, bivši boksač, TV voditelj i autor kuharica. U filmskoj adaptaciji je igrao samoga sebe. Stieg Larsson i on nisu se poznavali, a Paolo nije znao da je lik u knjizi sve do samog izlaska knjige.

## Vanjske poveznice
- Službena stranica švedskog izdavača (engl.)